# Борисова, Анна Владимировна
А́нна Влади́мировна Бори́сова (род. 25 апреля 1978, Псков) — российский режиссёр-аниматор, и художник-аниматор.

## Биография[1]
Родилась 25 апреля 1978 года в Пскове.
В 2000 году окончила факультет изобразительного искусства Российского государственного педагогического университета им. А. И. Герцена, затем курсы художников-аниматоров при студии «Мельница» (мастер класс Константина Бронзита), где работала в 2000—2002 годах художником-аниматором.
С 2003 года — художник-аниматор, помощник режиссёра, а затем — режиссёр на проекте «Смешарики». Режиссёр эпизодов сериалов «ПИН-код», «Дракоша Тоша», «Тима и Тома» и «Малышарики». С 2018 года — режиссёр эпизодов сериалов «Оранжевая корова».

## Фильмография

### Режиссёрские работы
- 2003—2012 — Смешарики

| Список серий классического сериала «Смешарики», поставленные Денисом Черновым: | Список серий классического сериала «Смешарики», поставленные Денисом Черновым: | Список серий классического сериала «Смешарики», поставленные Денисом Черновым: | Список серий классического сериала «Смешарики», поставленные Денисом Черновым: |
| № серии                                                                        | Название                                                                       | Сценарист серии                                                                | Год производства                                                               |
| ------------------------------------------------------------------------------ | ------------------------------------------------------------------------------ | ------------------------------------------------------------------------------ | ------------------------------------------------------------------------------ |
| 69                                                                             | Масленица                                                                      | Дмитрий Яковенко                                                               | 2006                                                                           |
| 115                                                                            | Красный день календаря                                                         | Светлана Мардаголимова                                                         | 2008                                                                           |
| 138                                                                            | Диета для Нюши                                                                 | Дмитрий Яковенко                                                               | 2009                                                                           |
| 160                                                                            | Нездоровый рекорд                                                              | Дмитрий Яковенко                                                               | 2009                                                                           |
| 177                                                                            | Солнечный зайчик                                                               | Алексей Лебедев                                                                | 2010                                                                           |
| 198                                                                            | Хрум                                                                           | Дмитрий Яковенко                                                               | 2011                                                                           |
| 205                                                                            | Холодная война                                                                 | Алексей Лебедев                                                                | 2011                                                                           |
| 209                                                                            | Завтрак из шести букв                                                          | Дмитрий Яковенко                                                               | 2012                                                                           |

- 2008—2009 — Смешарики. Азбука здоровья
- 2011—2015, 2020 — Смешарики. ПИН-код

| № серии | Название            | Сценарист серии  | Примечания                              | Год производства |
| ------- | ------------------- | ---------------- | --------------------------------------- | ---------------- |
| 2       | Принцесса в поиске  | Дмитрий Яковенко | —                                       | 2011             |
| 14      | Горшочек, не вари!  | Дмитрий Яковенко | —                                       | 2011             |
| 15      | Испытание           | Дмитрий Яковенко | —                                       | 2011             |
| 21      | Очень большая штука | Дмитрий Яковенко | —                                       | 2012             |
| 29      | Светосила искусства | Дмитрий Яковенко | —                                       | 2012             |
| 32      | Сказка для Биби     | Дмитрий Яковенко | —                                       | 2012             |
| 39      | В наилучшем виде    | Дмитрий Яковенко | —                                       | 2013             |
| 48      | Стражи порядка      | Дмитрий Яковенко | —                                       | 2013             |
| 50      | Гляделки            | Дмитрий Яковенко | —                                       | 2013             |
| 55      | Космические жмурки  | Дмитрий Яковенко | —                                       | 2014             |
| 59      | Мой милый Ёжик      | Дмитрий Яковенко | —                                       | 2014             |
| 68      | Танцы с пчёлами     | Дмитрий Яковенко | —                                       | 2015             |
| 69      | Мультиповар         | Семён Воронин    | —                                       | 2015             |
| 74      | Бортовой дневник 3  | Дмитрий Яковенко | —                                       | 2015             |
| 79      | Пресный подвиг      | Дмитрий Яковенко | —                                       | 2015             |
| 9       | Танец в кредит      | Дмитрий Яковенко | Эпизод рубрики «Финансовая грамотность» | 2020             |

- 2012—2013 — Смешарики. Новые приключения (18 и 21 серии)
- 2015—2018 — Малышарики
- 2015—наст. время — Тима и Тома
- 2017—2020 — Четверо в кубе
- 2018—2019 — Дракоша Тоша
- 2018—наст. время — Монсики
- 2018—наст. время — Оранжевая корова
- 2018—наст. время — Приключения Пети и Волка
- 2020 — Смешарики. Новый сезон
- 2020—наст. время — Зебра в клеточку
- 2022—наст. время — Умка

### Художник-аниматор
- 2003 — Карлик Нос
- 2003—2012 — Смешарики